# Saison 4 des Simpson
Vous lisez un « bon article » labellisé en 2012.
Chronologie
Saison 3 Saison 5
La quatrième saison des Simpson est diffusée pour la première fois aux États-Unis par la Fox entre le 24 septembre 1992 et le 13 mai 1993. En France, elle est diffusée du 4 septembre 1993 au 29 janvier 1994. Les show runners de cette saison sont Al Jean et Mike Reiss. Mis à part les deux premiers épisodes, Les Jolies Colonies de vacances et Un tramway nommé Marge, issus de la production de la saison précédente, cette saison est la première à être animée par la Film Roman.
À la suite de nombreuses disputes avec Matt Groening, le créateur de la série, et avec James L. Brooks, l'un des producteurs, Sam Simon quitte l'équipe des Simpson à la fin de cette saison. Dans le même temps, Al Jean et Mike Reiss créent Profession : critique, emmenant avec eux plusieurs des scénaristes de la série.
La saison est proposée pour deux Emmy Awards et Dan Castellaneta remporte celui du meilleur doublage pour le rôle d'Homer dans l'épisode Monsieur Chasse-neige. Le coffret DVD de la saison est sorti en région 1 le 15 juin 2004, en région 2 le 2 août de la même année, le 25 août en région 4 et en région 5, le 25 mars 2010.

## Production

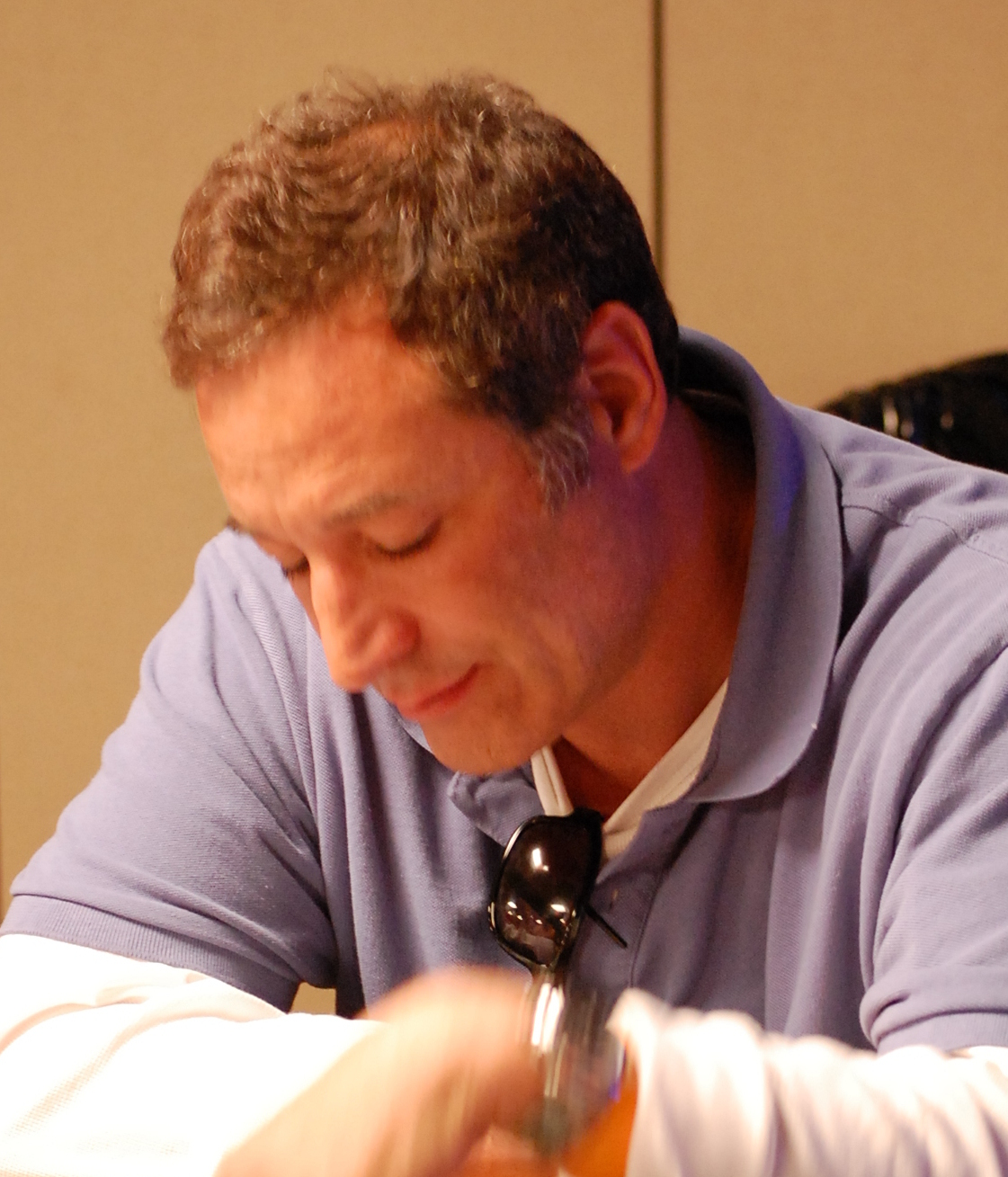
Sam Simon quitte la série lors de cette saison.

La saison est produite, tout comme la saison précédente, par Al Jean et Mike Reiss. Cependant, plusieurs des scénaristes présents depuis les débuts de la série quittent l'équipe des Simpson après la production de cette saison. Lac Terreur, le dernier épisode produit par l'équipe originale, est diffusé pendant la cinquième saison. Jay Kogen, Wallace Wolodarsky et Jeff Martin écrivent leur dernier épisode lors de cette saison. David M. Stern et Jon Vitti quittent eux aussi la série mais ils reviendront écrire le scénario de quelques épisodes dans les saisons suivantes. Al Jean et Mike Reiss partent pour produire leur propre série, Profession : critique, mais ils reviendront eux aussi produire plusieurs épisodes des Simpson et Al Jean redeviendra même show runner à partir de la treizième saison. Rich Moore, l'un des réalisateurs de la série, quitte aussi l'équipe pour travailler sur cette nouvelle série. En 2007 il revient aider à la réalisation du film des Simpson. George Meyer et John Swartzwelder restent dans l'équipe et Conan O'Brien, Frank Mula et les futurs show runners Bill Oakley et Josh Weinstein signent l'écriture de leurs premiers épisodes. Au cours de cette saison Adam I. Lapidus, Gary Apple et Michael Carrington, écrivent leur seul et unique scénario pour les Simpson.
Sam Simon, qui a été show runner des deux premières saisons de la série et qui a composé l'équipe de scénaristes initiale, a été le superviseur créatif de la série depuis sa création. Selon Ron Rapoport, il a permis de « développer la sensibilité » de la série. Toutefois, il la quitte à la fin de la quatrième saison, à la suite d'une série de disputes à propos de la série avec Matt Groening, le créateur, James L. Brooks, un producteur et avec la compagnie de production Gracie Films,,,. Sam Simon déclare que cela ne lui « plaisait plus », ajoutant : « Chaque série sur laquelle j'ai travaillé m'a transformé en monstre. Je deviens fou. Je me hais. » Avant de quitter l'équipe, il négocie une part des bénéfices de l'émission chaque année et le titre de producteur délégué, même s'il ne travaille pas sur la série,.
La série de production de cette saison et la première à être animée par Film Roman, après que Gracie Films décide de quitter Klasky Csupo,. Sharon Bernstein du Los Angeles Times écrit que « les responsables de Gracie ont été mécontents de ce que le producteur Csupo avait attribué aux Simpson et affirment que la compagnie espérait aussi obtenir de meilleurs salaires et conditions de travail des animateurs à la Film Roman ». Gracie Films demande à Gábor Csupó, le cofondateur de Klasky Csupo, « de leur permettre d'engager leur propre producteur [pour superviser la production de l'animation] » mais celui-ci refuse, déclarant : « Ils ont voulu me dire comment gérer mon entreprise. » Simon rétorque alors : « Il n'y aura aucun changement dans la qualité ou l'aspect de la série. Nous n'allons pas compromettre la qualité de l'émission. »
Les épisodes Un tramway nommé Marge et Les Jolies Colonies de vacances sont produits lors de la saison précédente et sont donc les derniers épisodes animés par Klasky Csupo à être diffusés. James L. Brooks propose que le scénario de l'épisode Les Jolies Colonies de vacances soit élargi et produit comme un long-métrage qui sortirait au cinéma. Finalement l'épisode est très court, atteignant à peine la longueur minimale autorisée, si bien que le passage musical de l'épisode a dû être prolongé de quelques lignes. L'épisode est toutefois choisi pour être le premier de la saison. Al Jean déclare à James L. Brooks : « Premièrement, si nous en faisons un film nous n'aurons pas de première, et deuxièmement si on arrive à peine à faire dix-huit minutes de cet épisode, comment sommes-nous censés en faire quatre-vingts ? ».
En France, la saison est diffusée dès le début du mois de septembre 1993 sur Canal+. C'est aussi au cours de cette saison que France 3 achète les droits de diffusion des Simpson. Le doubleur Patrick Guillemin est remplacé par Hervé Caradec pendant sept épisodes. La saison marque aussi l'apparition de nouveaux personnages récurrents dont l'Homme-abeille, Jacques Cosette, Ruth Powers, Horatio McCallister, Tahiti Raheem et Sarah Wiggum.

## Réception

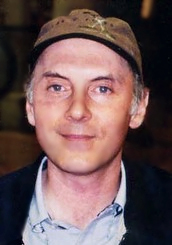
Dan Castellaneta remporte l'Emmy Award du meilleur doublage pour le rôle d'Homer Simpson durant cette saison.

En 2003, le magazine Entertainment Weekly publie une liste de ses vingt-cinq épisodes préférés et place les épisodes J'aime Lisa, Ne lui jetez pas la première bière, Monsieur Chasse-neige, Le Monorail et Grève à la centrale respectivement à la douzième, onzième, sixième, quatrième et première places. Le site web IGN publie en 2010 la liste des vingt-cinq meilleures apparitions de célébrités de toute l'histoire de la série, classant Elizabeth Taylor, qui a fait dire « Papa ! » à Maggie dans l'épisode Le Premier Mot de Lisa, à la treizième place, Leonard Nimoy à la onzième place et les célébrités qui viennent en soutien à Krusty dans Krusty, le retour, à la quatrième place. IGN désigne plus tard l'épisode Le Monorail comme étant le meilleur épisode de la quatrième saison.
Cette saison réunit en moyenne 24,3 millions de téléspectateurs pour chaque épisode aux États-Unis. L'épisode Le Premier Mot de Lisa est, avec ses 28,6 millions de téléspectateurs, l'épisode qui est le plus regardé lors de cette saison.
Dans l'épisode Un tramway nommé Marge une chanson dépeint La Nouvelle-Orléans comme un endroit rempli de pirates, d'ivrognes et de prostituées, ce qui crée par la suite une polémique,. La production décide de présenter ses excuses dès l'épisode suivant, Homer l'hérétique, en faisant écrire comme punition à Bart, dans le générique : « Je ne diffamerai pas La Nouvelle-Orléans »,.
Une autre polémique apparaît en avril 1991, lorsque l'ex-animatrice du Tracey Ullman Show, Tracey Ullman, émission dans laquelle ont été diffusés les premiers courts métrages des Simpson, réclame des redevances sur les produits dérivés de la franchise, déclarant qu'elle a « nourri au sein ces petits diables ». Une demande rejetée par les tribunaux en octobre 1992.
Au niveau des récompenses, c'est la première année où aucun épisode des Simpson n'est proposé par les producteurs pour remporter l'Emmy Award du meilleur programme d'animation de moins d'une heure. Avant cette saison, la série n'était autorisée à concourir seulement dans la catégorie animation, mais au début de l'année 1993 les règles sont changées et les séries télévisées d'animation peuvent alors se présenter dans la catégorie de la meilleure série télévisée comique. Les producteurs proposent alors dans cette catégorie les épisodes Un tramway nommé Marge et Monsieur Chasse-neige, mais le jury, hésitant à présenter de l'animation face à du traditionnel, refusent la participation des Simpson cette année. Plusieurs critiques considèrent ce refus comme l'une des plus grandes avanies de l'année,,. Dan Castellaneta remporte toutefois l'Emmy du meilleur doublage. L'épisode Simpson Horror Show III est proposé dans les catégories de la meilleure prestation individuelle dans la composition musicale pour une série, pour Alf Clausen, et de la meilleure prestation pour le mixage sonore pour une série comique.
La série remporte aussi d'autres récompenses, comprenant l'Annie Award du meilleur programme télévisé, le Genesis Award de la meilleure série télévisée d'animation pour l'épisode Le Jour de la raclée et le Saturn Award de la meilleure série.

## Épisodes
| № | #  | Titre                                                                                  | Réalisation     | Scénario                                                                   | Première diffusion                  | Code de prod. | Audience (en millions) |
| --- | -- | -------------------------------------------------------------------------------------- | --------------- | -------------------------------------------------------------------------- | ----------------------------------- | ------------- | ---------------------- |
| 60 | 1  | Les Jolies Colonies de vacances (Le camp Krusty) Kamp Krusty                           | Mark Kirkland   | David M. Stern                                                             | 24 septembre 1992 12 septembre 1993 | 8F24          | 21,8                   |
| Lisa et Bart passent leurs vacances d'été dans le camp de Krusty. Malheureusement, non seulement celui-ci ne s'y présentera pas avant plusieurs semaines mais en plus ils doivent subir la tyrannie de Dolph, Jimbo et Kearney, les surveillants. |    |                                                                                        |                 |                                                                            |                                     |               |                        |
| 61 | 2  | Un tramway nommé Marge A Streetcar named Marge                                         | Rich Moore      | Jeff Martin                                                                | 1er octobre 1992 4 septembre 1993   | 8F18          | 18,3                   |
| Marge Simpson et Ned Flanders sont tous deux engagés pour tenir les rôles principaux de la pièce de théâtre Un tramway nommé Désir. Pour pouvoir répéter, Marge laisse Maggie dans une crèche tenue par une femme qui confisque avec autorité les tétines des bébés. De son côté, Homer ne s'intéresse pas à la carrière de sa femme.                                                                                                |    |                                                                                        |                 |                                                                            |                                     |               |                        |
| 62 | 3  | Homer l'hérétique Homer the Heretic                                                    | Jim Reardon     | George Meyer                                                               | 8 octobre 1992 18 septembre 1993    | 9F01          | 19,3                   |
| Homer décide de ne plus jamais aller à la messe. Il fait alors un rêve dans lequel il conclut un pacte avec Dieu en personne l'autorisant à l'adorer de sa propre façon. |    |                                                                                        |                 |                                                                            |                                     |               |                        |
| 63 | 4  | Lisa, la reine de beauté Lisa the Beauty Queen                                         | Mark Kirkland   | Jeff Martin                                                                | 15 octobre 1992 28 septembre 1993   | 9F02          | 19,0                   |
| Lisa, déprimée par une caricature d'elle faite lors d'une kermesse, est inscrite par son père à un concours de beauté. Elle accepte d'y participer lorsqu'elle apprend qu'Homer a revendu un cadeau qui lui tenait à cœur pour payer les frais d'inscription. |    |                                                                                        |                 |                                                                            |                                     |               |                        |
| 64 | 5  | Simpson Horror Show III (Le Spécial Halloween des Simpson III) Treehouse of Horror III | Carlos Baeza    | Al Jean, Mike Reiss, Jay Kogen, Wallace Wolodarsky, Sam Simon et Jon Vitti | 29 octobre 1992 9 octobre 1993      | 9F04          | 25,1                   |
| « Un clown sans pitié » : Homer offre à Bart une poupée maléfique à l’effigie de Krusty le clown. « King Homer » : parodie de King Kong avec Homer dans la peau du gorille qui tombe amoureux de Marge et qui est exposé au public par M. Burns. « Dial « Z » for zombies » : Bart décide d'utiliser le livre de sortilèges qu'il a trouvé pour ressusciter son défunt chat. Il se trompe et réveille des zombies.                   |    |                                                                                        |                 |                                                                            |                                     |               |                        |
| 65 | 6  | Itchy et Scratchy, le film Itchy and Scratchy: The Movie                               | Rich Moore      | John Swartzwelder                                                          | 3 novembre 1992 2 octobre 1993      | 9F03          | 20,1                   |
| Bart enchaîne bêtises sur bêtises et, lorsque le film sur Itchy et Scratchy qu'il ne veut rater sous aucun prétexte, sort dans les cinémas, ses parents lui interdisent d'aller le voir. |    |                                                                                        |                 |                                                                            |                                     |               |                        |
| 66 | 7  | Marge a trouvé un boulot (Marge se trouve un emploi) Marge Gets a Job                  | Jeffrey Lynch   | Bill Oakley et Josh Weinstein                                              | 5 novembre 1992 16 octobre 1993     | 9F05          | 22,9                   |
| Pour pouvoir réparer sa maison devenue la risée du quartier, Marge doit trouver du travail. Elle est alors engagée à la centrale nucléaire de Springfield, où tout se passe bien jusqu'à ce que M. Burns tombe sous son charme. |    |                                                                                        |                 |                                                                            |                                     |               |                        |
| 67 | 8  | La Plus Belle du quartier (De nouveaux voisins) New Kid on the Block                   | Wes Archer      | Conan O'Brien                                                              | 12 novembre 1992 14 octobre 1993    | 9F06          | 23,1                   |
| Bart tombe amoureux de la nouvelle voisine des Simpson, Laura Powers. Marge et Homer l'engagent pour garder leurs enfants pendant qu'ils vont manger à volonté dans le restaurant du capitaine McCallister. Après le repas, Homer se plaint de ne pas avoir assez mangé. |    |                                                                                        |                 |                                                                            |                                     |               |                        |
| 68 | 9  | Monsieur Chasse-neige (Le Chasse-neige) Mr. Plow                                       | Jim Reardon     | Jon Vitti                                                                  | novembre 1992 30 octobre 1993       | 9F07          | 24,0                   |
| Homer achète un chasse-neige afin de gagner de l'argent en aidant les gens à déblayer la neige devant leurs maisons. Devant le succès d'une telle entreprise, Barney Gumble décide de concurrencer son meilleur ami. |    |                                                                                        |                 |                                                                            |                                     |               |                        |
| 69 | 10 | Le Premier Mot de Lisa Lisa's First Word                                               | Mark Kirkland   | Jeff Martin                                                                | 3 décembre 1992 6 novembre 1993     | 9F08          | 28,6                   |
| En essayant de faire parler Maggie, Les Simpson se mettent à raconter l'histoire de la naissance et du premier mot de Lisa. |    |                                                                                        |                 |                                                                            |                                     |               |                        |
| 70 | 11 | Oh la crise… cardiaque ! (Crise cardiaque pour Homer) Homer's Triple Bypass            | David Silverman | Gary Apple et Michael Carrington                                           | 17 décembre 1992 13 novembre 1993   | 9F09          | 23,6                   |
| À cause de ses mauvaises habitudes alimentaires, Homer fait une crise cardiaque dans le bureau de M. Burns. Il s'en remet mais doit subir une opération bien trop onéreuse pour lui. Alors qu'il pense que tout est perdu, il tombe sur une publicité du Dr Nick Riviera qui propose de faire n'importe quelle opération pour 129,95 $.                                                                                              |    |                                                                                        |                 |                                                                            |                                     |               |                        |
| 71 | 12 | Le Monorail (Marge contre le monorail) Marge vs. the Monorail                          | Rich Moore      | Conan O'Brien                                                              | 14 janvier 1993 20 décembre 1993    | 9F10          | 23,0                   |
| M. Burns doit payer à la ville de Springfield une importante somme d'argent. Une conférence est alors organisée pour décider quoi faire d'une telle somme. Pendant celle-ci, un homme du nom de Lyle Lanley arrive à convaincre les habitants de construire un monorail autour de la ville. Une fois construit celui-ci sera conduit par Homer.                                                                                      |    |                                                                                        |                 |                                                                            |                                     |               |                        |
| 72 | 13 | Le Choix de Selma Selma's Choice                                                       | Carlos Baeza    | David M. Stern                                                             | 21 janvier 1993 27 novembre 1993    | 9F11          | 24,5                   |
| À la suite du décès de sa tante, Selma, la sœur de Marge, se met à la recherche d'un homme afin d'avoir un enfant pour ne pas finir seule. Lorsqu'elle doit surveiller les enfants Simpson au parc d'attraction Duffland, elle se rend compte que cette tâche n'est pas une mince affaire. |    |                                                                                        |                 |                                                                            |                                     |               |                        |
| 73 | 14 | Le Grand Frère (Frère de la même planète) Brother From the Same Planet                 | Jeffrey Lynch   | Jon Vitti                                                                  | 4 février 1993 4 décembre 1993      | 9F12          | 23,8                   |
| Alors que Bart est abandonné par son père à la fin d'un entraînement de football, il tombe sur une annonce de l'association Grand frère qui propose aux orphelins de père d'en avoir un. Bart fait semblant d'être orphelin et se fait adopter par Tom, un membre de l'association. De son côté, Lisa passe beaucoup de temps au téléphone avec une hot-line très couteuse.                                                          |    |                                                                                        |                 |                                                                            |                                     |               |                        |
| 74 | 15 | J'aime Lisa I Love Lisa                                                                | Wes Archer      | Frank Mula                                                                 | 11 février 1993 11 décembre 1993    | 9F13          | 25,2                   |
| Lors de la Saint-Valentin, Lisa offre une carte à Ralph Wiggum, le seul de la classe à ne pas en avoir reçue. Touché par ce geste il tombe amoureux d'elle, mais elle ne partage pas ses sentiments. |    |                                                                                        |                 |                                                                            |                                     |               |                        |
| 75 | 16 | Ne lui jetez pas la première bière (La bonne bière Duff) Duffless                      | Jim Reardon     | David M. Stern                                                             | 18 février 1993 25 décembre 1993    | 9F14          | 25,7                   |
| Alors que le projet de Lisa est ruiné par son frère, Homer est arrêté en état d'ébriété par la police. Il doit alors assister aux réunions des alcooliques anonymes pour pouvoir récupérer son permis. De son côté, pour se venger, Lisa mène une étude visant à prouver que Bart est plus bête qu'un hamster. |    |                                                                                        |                 |                                                                            |                                     |               |                        |
| 76 | 17 | Grève à la centrale Last Exit to Springfield                                           | Mark Kirkland   | Jay Kogen et Wallace Wolodarsky                                            | 11 mars 1993 18 décembre 1993       | 9F15          | 22,4                   |
| M. Burns décide de supprimer la mutuelle dentaire de la centrale au moment où Lisa doit porter un appareil orthodontique. Homer déclenche alors une manifestation et devient président du syndicat des ouvriers afin que la mutuelle ne soit pas supprimée. M. Burns tente de le soudoyer pendant que Lisa doit porter un appareil très rudimentaire.                                                                                |    |                                                                                        |                 |                                                                            |                                     |               |                        |
| 77 | 18 | Poisson d'avril So It's Come to This: A Simpsons Clip Show                             | Carlos Baeza    | Jon Vitti                                                                  | 1er avril 1993 8 janvier 1994       | 9F17          | 25,5                   |
| Le jour du poisson d'avril, une des farces de Bart tourne mal et conduit Homer à l'hôpital. Cette nouvelle situation offre alors aux Simpson la possibilité de se remémorer tous les précédents accidents d'Homer. |    |                                                                                        |                 |                                                                            |                                     |               |                        |
| 78 | 19 | Le Roi du dessin animé (Le Pseudonyme) The Front                                       | Rich Moore      | Adam I. Lapidus                                                            | 15 avril 1993 1er janvier 1994      | 9F16          | 20,1                   |
| Bart et Lisa, déçus de la qualité du dernier épisode d'Itchy et Scratchy, décident d'écrire le scénario d'un épisode et de l'envoyer à la production de la série. N'ayant pas de nouvelle, ils le renvoient en le signant du nom d'Abraham Simpson. L'épisode est alors diffusé à la télévision et Abraham Simpson est engagé pour écrire d'autres scénarios. Pendant ce temps, Homer tente de repasser son diplôme de fin d'études. |    |                                                                                        |                 |                                                                            |                                     |               |                        |
| 79 | 20 | Le Jour de la raclée (Le Jour de la frappe) Whacking Day                               | Jeffrey Lynch   | John Swartzwelder                                                          | 24 avril 1993 15 janvier 1994       | 9F18          | 20,0                   |
| À la suite de la catastrophe qu'il a provoquée lors de la visite de l'inspecteur Chalmers, Bart est renvoyé de l'école élémentaire. Aucune autre école ne voulant de lui, Marge devient sa maîtresse. Pendant ce temps, Lisa milite pour que le traditionnel jour de la raclée, pendant lequel les habitants de Springfield tuent délibérément des serpents, soit annulé.                                                            |    |                                                                                        |                 |                                                                            |                                     |               |                        |
| 80 | 21 | Marge à l'ombre (Marge en prison) Marge in Chains                                      | Jim Reardon     | Bill Oakley et Josh Weinstein                                              | 6 mai 1993 29 janvier 1994          | 9F20          | 17,3                   |
| Toute la famille Simpson, à l'exception de Marge, ainsi qu'une bonne partie des habitants de Springfield, est contaminée par une grippe venue d'Osaka. Marge, exaspérée par les complaintes d'Homer et des enfants, se retrouve à voler une bouteille de bourbon au mini-marché. Lionel Hutz n'arrivant pas à la défendre lors de son procès, elle est enfermée dans la prison pour femmes de Springfield.                           |    |                                                                                        |                 |                                                                            |                                     |               |                        |
| 81 | 22 | Krusty, le retour (Krusty perd son émission) Krusty Gets Kancelled                     | David Silverman | John Swartzwelder                                                          | 13 mai 1993 22 janvier 1994         | 9F19          | 19,4                   |
| Une nouvelle émission autour de la marionnette Gabbo, est diffusée en même temps que celle de Krusty. Le succès est tel que l'émission de Krusty doit être supprimée. Bart et Lisa, derniers supporters du clown déchu, organisent son retour sur le devant de la scène en compagnie de plusieurs personnalités. |    |                                                                                        |                 |                                                                            |                                     |               |                        |

## Invités

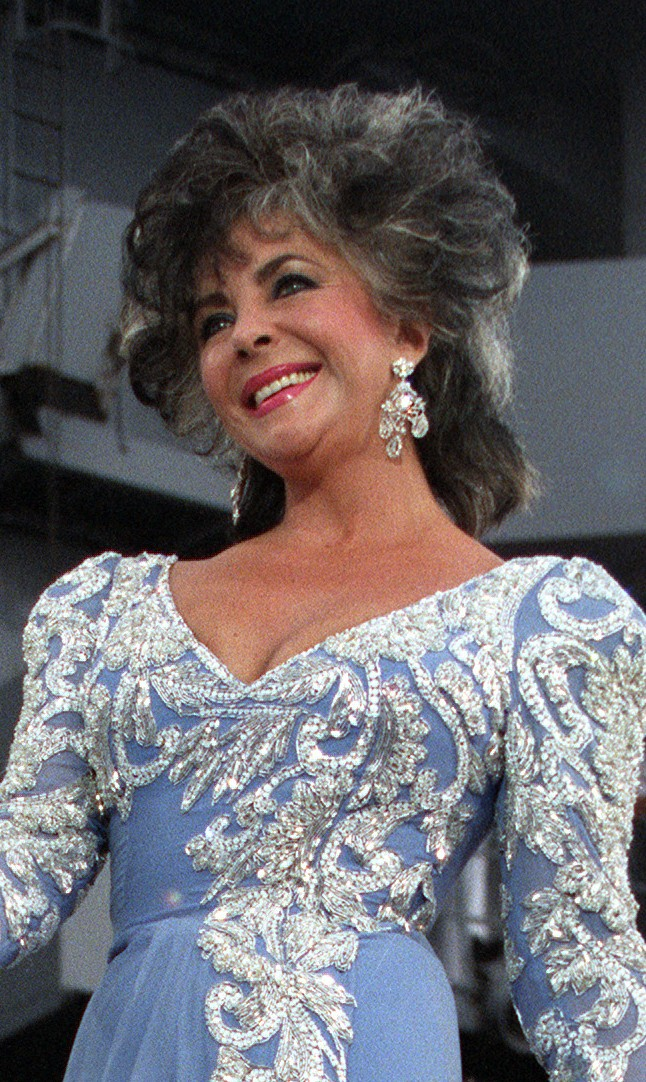
Elizabeth Taylor prête sa voix à Maggie et apparaît dans le dernier épisode de la saison.

La série Les Simpson fait souvent appel à des guest stars afin de prêter leur voix à certains personnages ou interpréter leurs propres rôles. Dix-neuf célébrités font partie du casting de cette quatrième saison. Le premier invité est Jon Lovitz qui interprète les rôles de Llewellyn Sinclair et de sa sœur dans Un tramway nommé Marge. Dans l'épisode Lisa, la reine de beauté, l'humoriste et acteur américain Bob Hope interprète son propre rôle pendant que Lona Williams prête sa voix à Amber Dempsey, la redoutable concurrente de Lisa. Dans Marge a trouvé un boulot, M. Burns tente de séduire Marge en l'invitant à un dîner romantique au cours duquel Tom Jones, son chanteur préféré, est contraint de chanter. La première apparition de Ruth Powers dans l'épisode La Plus Belle du quartier, marque aussi la première invitation de l'actrice Pamela Reed pour lui prêter sa voix. Dans cet épisode elle est accompagnée de sa fille, Laura, interprétée par Sara Gilbert. Le célèbre interprète de Batman dans la série éponyme, Adam West, fait une brève apparition en compagnie de la chanteuse Linda Ronstadt, tous deux dans leur propre rôle, dans l'épisode Monsieur Chasse-neige.
Dans l'épisode Le Premier Mot de Lisa, Maggie prononce son premier mot : « Papa. » Les producteurs de la série choisissent Elizabeth Taylor pour prononcer ce mot. Bien qu'elle n'ait eu que ce seul mot à dire, son importance était telle qu'elle a dû l'enregistrer plusieurs fois avant que les producteurs soient satisfaits du résultat. Leonard Nimoy apparaît dans son propre rôle lors de la cérémonie d'ouverture du monorail dans Le Monorail. Le scénariste Michael Carrington prête sa voix à Tahiti Raheem dans l'épisode J'aime Lisa. La psychologue Joyce Brothers, l'actrice et mannequin Brooke Shields et les chanteurs Barry White et David Crosby apparaissent respectivement dans les épisodes Grève à la centrale, Le Roi du dessin animé, Le Jour de la raclée et Marge à l'ombre. Lors du dernier épisode, Bart et Lisa organisent une soirée pour fêter le retour de Krusty le clown et de son émission et invitent pour cela de nombreuses personnalités dont Johnny Carson, Hugh Hefner, Bette Midler, Luke Perry, Elizabeth Taylor, les Red Hot Chili Peppers et Barry White.
En plus des célébrités invitées à participer à cette saison, certaines personnalités ont été parodiées. Ainsi le scientifique du XVIIIe siècle, Benjamin Franklin affronte le guitariste Jimi Hendrix dans une partie d'Air Hockey, au paradis dans Homer l'hérétique. La scène de la crèche dans Un tramway nommé Marge, est une parodie du film d'Alfred Hitchcock, Les Oiseaux, et comme dans ce film, le réalisateur fait une brève apparition à la fin de la scène. Les anciens présidents américains George H. W. Bush, Bill Clinton, Richard Nixon et John Fitzgerald Kennedy apparaissent dans les épisodes Monsieur Chasse-neige, J'aime Lisa, Ne lui jetez pas la première bière et Le Jour de la raclée. Le dictateur allemand Adolf Hitler fait trois apparitions au cours de cette saison. La première est lors de la rétrospective d'Itchy et Scratchy dans Itchy et Scratchy, le film dans lequel les producteurs parodient un épisode datant de la Seconde Guerre mondiale dans lequel le chat et la souris s'unissent pour le tuer,. Dans Ne lui jetez pas la première bière, un bocal contenant sa tête passe sur le tapis roulant du contrôle de qualité de l'usine Duff pendant que Barney, accapare le responsable,. Dans Le Jour de la raclée, Abraham raconte son expérience de la guerre où il dit avoir été travesti dans un cabaret allemand où Hitler venait régulièrement,.

## Sorties VHS et DVD
Avant la parution du coffret, cette saison est sortie en cassettes VHS. Deux coffrets cassettes rassemblant l'ensemble de la saison sont sortis le 6 novembre 2002.
Le 15 juin 2004 la quatrième saison est commercialisé par la 20th Century Studios Home Entertainment soit douze ans après sa diffusion à la télévision. Le coffret contient des bonus, des animatiques, des commentaires pour chaque épisode, et bien plus encore.
| L'intégrale de la saison 4 | | | |
| Détails, | Détails, | Détails, | Bonus, |
| - 22 épisodes - 4 disques - Aspect ratio 1.33:1 - Langues : - Anglais (Dolby Digital 5.1, avec sous-titres) - Français (Dolby Digital 2.0 Surround) - Espagnol (Dolby Digital 2.0 Surround, avec sous-titres) | - 22 épisodes - 4 disques - Aspect ratio 1.33:1 - Langues : - Anglais (Dolby Digital 5.1, avec sous-titres) - Français (Dolby Digital 2.0 Surround) - Espagnol (Dolby Digital 2.0 Surround, avec sous-titres) | - 22 épisodes - 4 disques - Aspect ratio 1.33:1 - Langues : - Anglais (Dolby Digital 5.1, avec sous-titres) - Français (Dolby Digital 2.0 Surround) - Espagnol (Dolby Digital 2.0 Surround, avec sous-titres) | - Introduction de Matt Groening - Commentaires audio pour chaque épisode - Scènes coupées et étendues avec ou sans commentaires audio - Oh la crise… cardiaque ! - Le Roi du dessin animé - Option linguistique - Les jolies colonies de vacances - Portugais - Japonais - Italien - Catalan - La controverse cajun - explication de la controverse que provoqua la chanson "New Orleans" dans l'épisode Un tramway nommé Marge - Bush contre Les Simpson : reportage sur les propos de Barbara Bush concernant la série en 1990 - Animatiques ou storyboards pour Un tramway nommé Marge, Itchy et Scratchy, le film, Oh la crise… cardiaque ! et Poisson d'avril - Publicités |
| Dates de sorties | | | - Introduction de Matt Groening - Commentaires audio pour chaque épisode - Scènes coupées et étendues avec ou sans commentaires audio - Oh la crise… cardiaque ! - Le Roi du dessin animé - Option linguistique - Les jolies colonies de vacances - Portugais - Japonais - Italien - Catalan - La controverse cajun - explication de la controverse que provoqua la chanson "New Orleans" dans l'épisode Un tramway nommé Marge - Bush contre Les Simpson : reportage sur les propos de Barbara Bush concernant la série en 1990 - Animatiques ou storyboards pour Un tramway nommé Marge, Itchy et Scratchy, le film, Oh la crise… cardiaque ! et Poisson d'avril - Publicités |
| Région 1 | Région 2 | Région 4 | - Introduction de Matt Groening - Commentaires audio pour chaque épisode - Scènes coupées et étendues avec ou sans commentaires audio - Oh la crise… cardiaque ! - Le Roi du dessin animé - Option linguistique - Les jolies colonies de vacances - Portugais - Japonais - Italien - Catalan - La controverse cajun - explication de la controverse que provoqua la chanson "New Orleans" dans l'épisode Un tramway nommé Marge - Bush contre Les Simpson : reportage sur les propos de Barbara Bush concernant la série en 1990 - Animatiques ou storyboards pour Un tramway nommé Marge, Itchy et Scratchy, le film, Oh la crise… cardiaque ! et Poisson d'avril - Publicités |
| 15 juin 2004 | 2 août 2004 | 25 août 2004 | - Introduction de Matt Groening - Commentaires audio pour chaque épisode - Scènes coupées et étendues avec ou sans commentaires audio - Oh la crise… cardiaque ! - Le Roi du dessin animé - Option linguistique - Les jolies colonies de vacances - Portugais - Japonais - Italien - Catalan - La controverse cajun - explication de la controverse que provoqua la chanson "New Orleans" dans l'épisode Un tramway nommé Marge - Bush contre Les Simpson : reportage sur les propos de Barbara Bush concernant la série en 1990 - Animatiques ou storyboards pour Un tramway nommé Marge, Itchy et Scratchy, le film, Oh la crise… cardiaque ! et Poisson d'avril - Publicités |